# La morte nel villaggio (Crispin)
La morte nel villaggio (The Long Divorce) è un romanzo giallo del 1951 scritto da Edmund Crispin, l'ottavo appartenente alla serie con protagonista l'investigatore dilettante Gervase Fen.

## Trama
Nel 1950 la guerra è finita da alcuni anni, ma ci sono villaggi della campagna inglese che vogliono continuare a vivere isolati e estranei a qualsiasi novità. Cotten Abbas è uno di essi: gli abitanti hanno infatti fatto in modo di venire tagliati fuori dalle principali strade di percorrenza, e vedono di malocchio persino nuove costruzioni come la segheria di Harry Rolt o la cappella del nuovo culto predicato dal macellaio Amos Weaver, o il fatto che le donne inizino a praticare professioni "maschili", come fa la giovane Helen Downing con quella di medico. 
Che ci siano diverse ruggini in questa piccola comunità viene alla luce quando una misteriosa "penna avvelenata" inizia ad inviare a tutti gli abitanti lettere anonime, alcune volte diffamatorie, altre a rivelare segreti e peccatucci degli ipocriti abitanti di Cotten Abbas. E alla fine una di queste lettere colpisce nel segno: la rispettabile zitella Beatrice Keats-Madderly viene trovata morta impiccata, apparentemente suicidatasi. Ma cosa c'era scritto nella lettera che le era giunta e che lei aveva bruciato prima di suicidarsi?
Ce ne sarebbe già abbastanza, ma poco dopo segue un'altra morte, e in questo caso è palesemente un omicidio: la vittima è il giovane insegnante svizzero Peter Rubi, infilzato al cuore da un'arma dai contorni particolari, che non viene ritrovata. Aveva scoperto qualcosa di troppo sulle lettere anonime? O in questo caso il movente va ricercato nelle attenzioni che rivolgeva a Penelope, l'adolescente figlia di Harry Rolt, che ha in odio tutti gli abitanti di Cotten Abbas?
A rispondere a questa e altre domande dovrà provvedere la Polizia, nelle figure dell'ispettore Edward Casby e del commissario colonnello Babington, e aiutata in questo caso dal misterioso Datchery, un individuo curioso ed eccentrico appena arrivato al villaggio...

## Edizioni italiane
- La morte nel villaggio, Il Giallo Mondadori n. 154, gennaio 1952.
- La morte nel villaggio, I classici del Giallo Mondadori n. 878, Arnoldo Mondadori Editore, settembre 2000, pp. 219.